# Alice in the Klondike
Série Alice Comedies
Alice's Channel Swim
(1927) Alice's Medicine Show
(1927)
Pour plus de détails, voir Fiche technique et Distribution.
Alice in the Klondike est un court métrage d'animation américain muet de la série Alice Comedies sorti en 1927.

## Synopsis
Alice et Julius sont prospecteurs d'or dans le Klondike mais doivent protéger leur or de Pete.

## Fiche technique
- Titre original : Alice in the Klondike
- Série : Alice Comedies
- Réalisation : Walt Disney
- Animation : Norm Blackburn, Les Clark, Ben Clopton, Friz Freleng, Rollin Hamilton, Hugh Harman, Rudolf Ising, Ub Iwerks
- Encrage et peinture : Irene Hamilton, Walker Harman
- Photographie : Rudolf Ising
- Production : Walt Disney, Margaret J. Winkler
- Société de production : Disney Brothers Studios
- Société de distribution : FBO pour Margaret J. Winkler (1927)
- Budget : 1 164,12 $
- Pays :  États-Unis
- Format d'image : noir et blanc - 35 mm - 1,37:1 - muet
- Genre : animation et prises de vues réelles
- Durée : 7 min
- Dates de sortie : 27 juin 1927[1]

Source : Walt in Wonderland

## Distribution
- Lois Hardwick : Alice

## Commentaires
Produit le 31 janvier 1927 (prise de vue réelle) et en février 1927 (animation), le film a été livré le 21 février 1927. Le copyright a été déposé le 27 juin 1927 par R-C Pictures Corp.
L'histoire se situe dans la région aurifère du Klondike, comme Mickey au Grand Nord (The Klondike Kid, 1932). Elle sera régulièrement utilisée dans les histoires de l'univers de Donald Duck, et particulièrement celles avec Balthazar Picsou.
C'est après l'achèvement de ce film que Charles B. Mintz demande à Walt Disney la mise en chantier d'une nouvelle série, Oswald le lapin chanceux qu'il vend à Universal dès mars, obligeant Disney à produire les deux séries en parallèle en mars-avril, avant de se consacrer entièrement à Oswald à partir de mai 1927.